# Marea Baltică

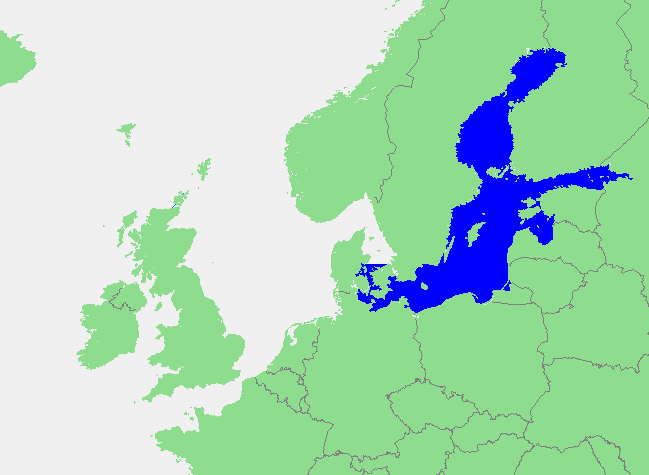
Marea Baltică

Marea Baltică este o mare epicontinentală în nordul Europei, legată de Oceanul Atlantic prin Marea Nordului. Ea se întinde pe o suprafață de 432.800 km2 . Prezintă două golfuri mari, Golful Botnic în nord și Golful Finic în est. Este marea cu cea mai scăzută salinitate.
Țările care au ieșire la Marea Baltică sunt:
- Suedia în nord-vest;
- Danemarca în vest;
- Germania și Polonia în sud;
- Finlanda, Rusia și cele trei state baltice (Estonia, Letonia și Lituania) în est.

Aceasta comunică la sud-vest cu Marea Nordului prin strâmtorile Kattegat și Skagerrak.

## Orașe de coastă

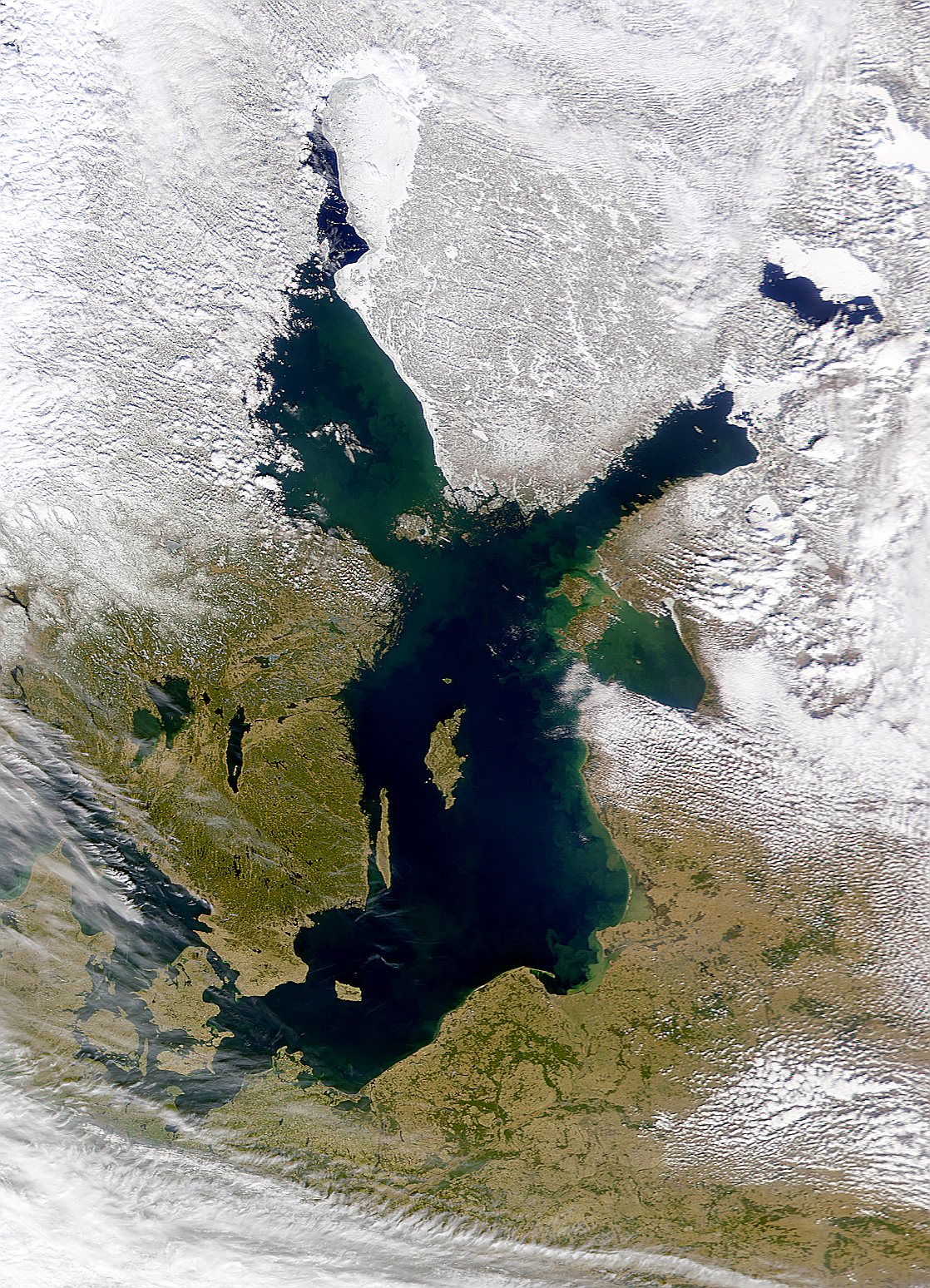
Marea Baltică în martie 2000 (NASA)

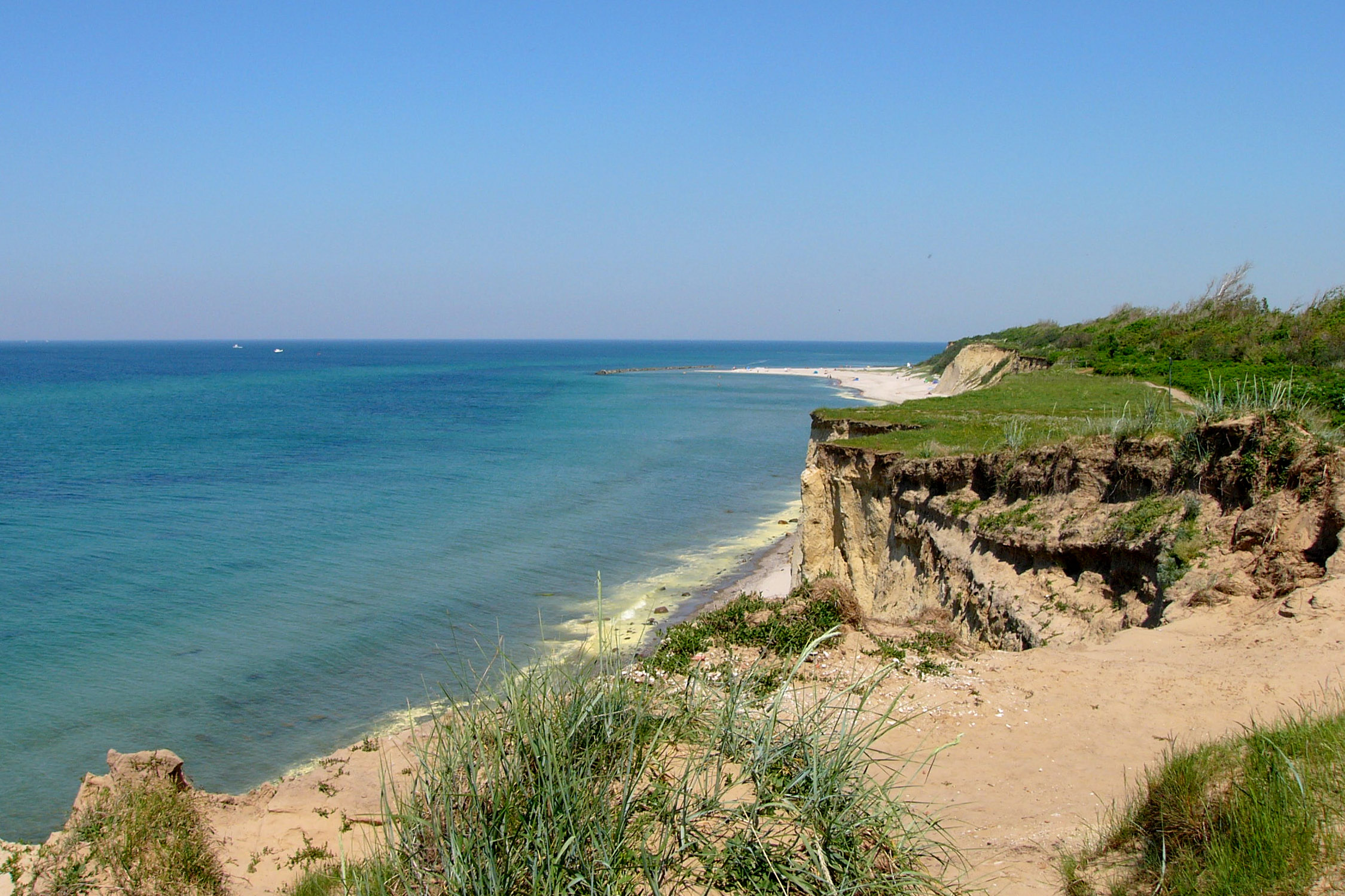
Ahrenshoop

Cele mai importante 20 orașe de pe coasta Mării Baltice (2011):
- Sankt-Petersburg (Rusia) 4.879.566
- Stockholm (Suedia) 861.010
- Riga (Letonia) 706.413
- Helsinki (Finlanda) 588.941
- Copenhaga (Danemarca) 548.443
- Gdańsk (Polonia) 456.967
- Kaliningrad (Rusia) 431.491
- Tallinn (Estonia) 416.144
- Szczecin (Polonia) 405.606
- Malmö (Suedia) 300.515
- Espoo (Finlanda) 248.355
- Gdynia (Polonia) 247.324
- Kiel (Germania) 239.526
- Lübeck (Germania) 210.232
- Rostock (Germania) 202.735
- Turku (Finlanda) 177.430
- Klaipėda (Lituania) 161.326
- Oulu (Finlanda) 141.742
- Norrköping (Suedia) 87.247
- Liepāja (Letonia) 83.415

## Insule

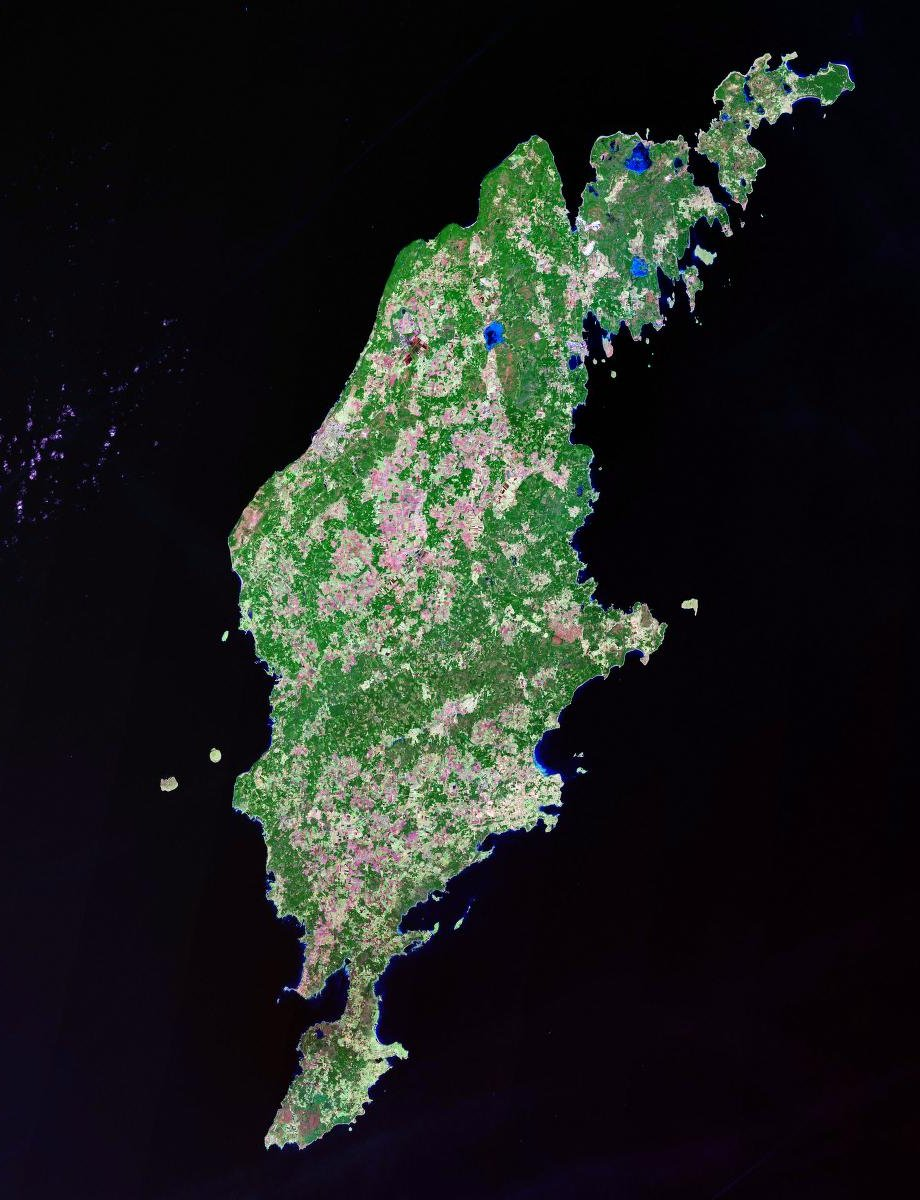
Insula Gotland

Articol principal: Listă de insule din Marea Baltică
- Gotland (Suedia)
- Öland (Suedia)
- Saaremaa (Estonia)
- Hiiumaa (Estonia)
- Bornholm (Danemarca)
- Fehmarn (Germania). Vezi aici detalii despre proiectul unei legături rutiere și feroviare spre Danemarca.
- Rügen (Germania)
- Usedom (împărțită între Germania și Polonia)
- Wolin (Polonia)

## Râuri
Cele mai importante fluvii care se varsă în Marea Baltică sunt (în sensul acelor de ceasornic de la Öresund):
| - Râuri din Suedia - Svartån (la Svarte lângă Ystad), - Tommarpaån (la Simrishamn), - Helgeå (la Nyehusen lângă Kristianstad), - Hemån (la Karlskrona), - Ljungbyån (la Ljungby lângă Kalmar), - Göta kanal (la Mem lângă Söderköping), - Motala ström (la Norrköping), - Stockholms ström (la Stockholm), - Dalälven (la Gävle), - Indalsälven (la Sundsvall), - Ångermanälven (la Härnösand), - Ume älv (la Umeå), - Skellefte älv (la Skellefteå), - Lule älv (la Luleå), - Kalix älv (la Kalix), - Torne älv (la Haparanda/Torneå), - Râuri din Finlanda - Kemijoki (la Kemi), - Oulujoki (la Oulu), - Kokemäenjoki (la Pori), - Kymijoki (la Kotka), - Râuri din Rusia - Neva (la St Petersburg), - Râuri din Estonia - Narva (la Narva), - Pärnu (la Pärnu), | - Râuri din Letonia - Daugava (la Riga), - Râuri din Lituania - Neman la Silute - Rusia (encalava Kaliningrad) - Pregolya la Königsberg/Kaliningrad - Râuri din Polonia - Pasłęka la Braniewo - Nogat între Gdańsk și Elblag - Vistula între Gdańsk și Elblag - Radunia la Gdańsk - Reda lângă Wejherowo - Łeba la Łeba - Słupia la Ustka - Wieprza la Darłowo - Parseta la Kołobrzeg - Rega lângă Trzebiatów - Odra (germană: Oder) lânga Szczecin - Râuri din Germania - Ücker la Ückermünde - Peene la Anklam - Recknitz la Ribnitz-Damgarten - Warnow la Warnemünde lângă Rostock - Trave la Travemünde lângă Lübeck - Schwentine la Kiel - Schlei lângă Schleswig și Kappeln |

## Ecologie
În urma acordului de la Conferința de la Potsdam, din Germania, ce a avut loc după încheierea Celui de-al Doilea Război Mondial, în 1945, Uniunea Sovietică și Marea Britanie au deversat (în anii 1947 și 1948) aproximativ 65.000 de tone de arme chimice germane în adâncurile Mării Baltice.
În anul 2014 unii oameni de știință susțineau că acestea arme sunt ca niște „bombe cu ceas”, în cazul în care armele se vor degrada, iar conținutul lor se va vărsa în mare.